# Campionati mondiali di maratona canoa/kayak 1994
I Campionati mondiali di maratona canoa/kayak 1994 sono stati la 4ª edizione della manifestazione. Si sono svolti ad Amsterdam, nei Paesi Bassi, il 3 e il 4 settembre 1994.

## Medagliere
| Pos.   | Paese         | Oro | Argento | Bronzo | Totale |
| ------ | ------------- | --- | ------- | ------ | ------ |
| 1      | Danimarca     | 2   | 1       | 2      | 5      |
| 2      | Ungheria      | 1   | 2       | 2      | 5      |
| 3      | Australia     | 1   | 1       | 0      | 2      |
| 3      | Svezia        | 1   | 1       | 0      | 2      |
| 3      | Gran Bretagna | 1   | 1       | 0      | 2      |
| 6      | Spagna        | 0   | 0       | 1      | 1      |
| 6      | Sudafrica     | 0   | 0       | 1      | 1      |
| Totale | Totale        | 6   | 6       | 6      | 18     |

## Podi

### Uomini
| Evento | Oro                                      | Perform. | Argento                                  | Perform. | Bronzo                                         | Perform. |
| Canoa  |                                          |          |                                          |          |                                                |          |
| C-1    | Arne Nielsson                            | 3h20'38" | Gabor Kolozsvári                         | 3h28'41" | Karsten Scales                                 | 3h28'56" |
| C-2    | Ungheria Zsolt Bohács Istvan Gyulai      | 3h06'31" | Gran Bretagna Stephen Train Andrew Train | 3h06'33" | Spagna Pedro Areal Bienvenido Pérez Dacosta    | 3h14'58" |
| K-1    | Lars Koch                                | 2h59'46" | Tom Krantz                               | 2h59'50" | Robby Herreveld                                | 2h59'59" |
| K-2    | Gran Bretagna Ivan Lawler Stephen Harris | 2h46'50" | Ungheria Csaba László Laszlo Toth        | 2h46'51" | Danimarca Karsten Solgaard Thomas Christiansen | 2h46'52" |

### Donne
| Evento | Oro                                   | Perform. | Argento                               | Perform. | Bronzo                            | Perform. |
| Canoa  |                                       |          |                                       |          |                                   |          |
| K-1    | Susanne Gunnarsson                    | 3h16'13" | Denise Cooper                         | 3h18'49" | Andrea Pitz                       | 3h19'21" |
| K-2    | Australia Shelly Jesney Denise Cooper | 3h00'57" | Danimarca Hanne Selmer Bettina Larsen | 3h10'37" | Ungheria Andrea Biro Agnes Erdodi | 3h13'39" |